# Cave Automatic Virtual Environment

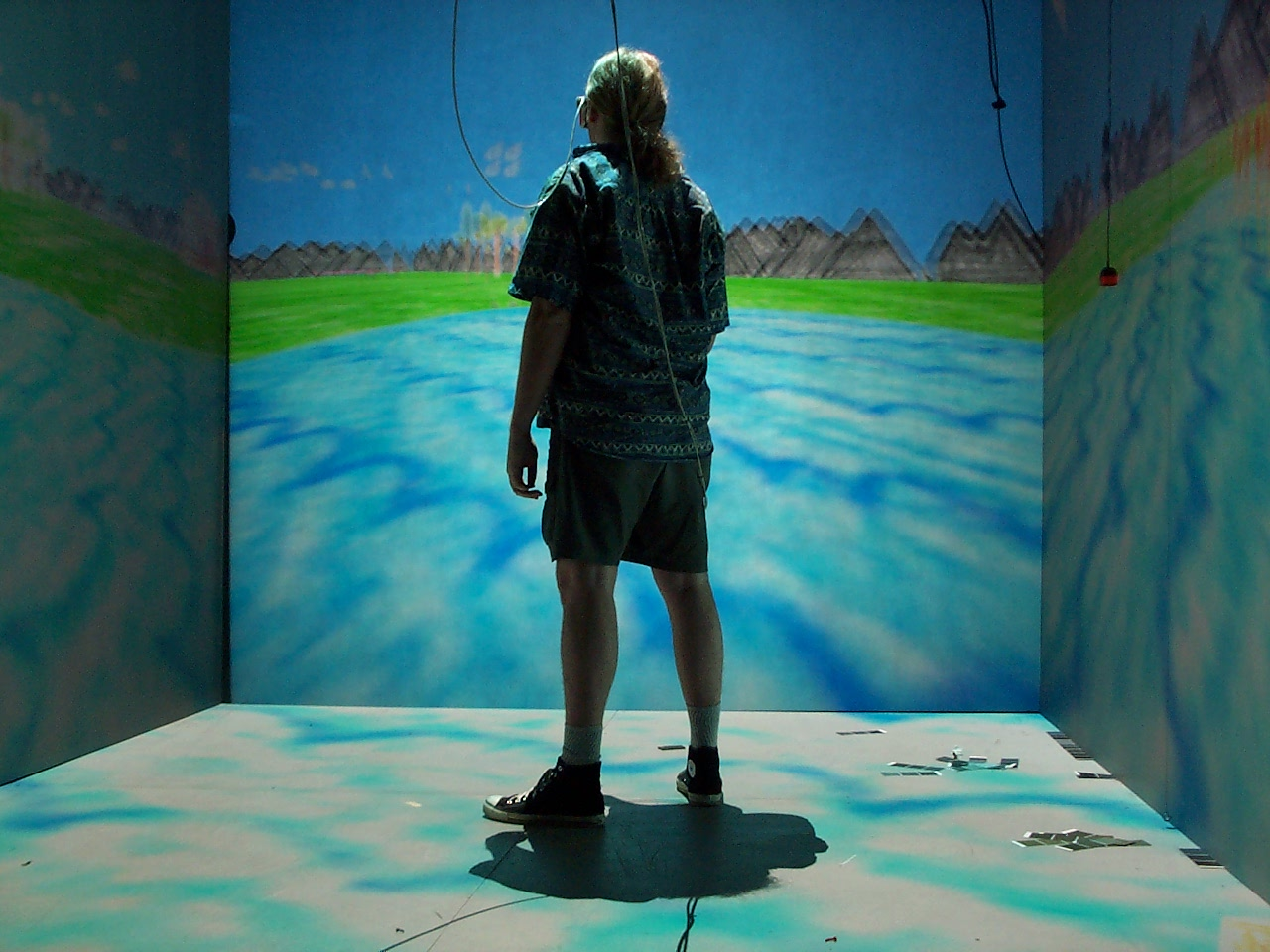
The CAVE

Il Cave Automatic Virtual Environment (anche noto con l'acronimo ricorsivo CAVE) è un ambiente per la realtà virtuale immersiva. È costituito da una stanza a forma di cubo, e dei proiettori video diretti fra tre e sei delle facce. Il nome è anche un riferimento al Mito della caverna di Platone, dove il filosofo contemplava la percezione, la realtà e l'illusione.

## Caratteristiche generali
Sviluppata dal Professor Daniel J. Sandin e dagli informatici Thomas DeFanti e Carolina Cruz-Neira presso la University of Illinois di Chicago, fu presentato per la prima volta al SIGGRAPH del 1992. La “grotta” è un sistema di realtà virtuale con un massimo di 6 piani di visualizzazione ortogonali fissi. Le immagini 3D vengono proiettate sulle pareti e sul soffitto della stanza, in maniera tale da avvolgere l’utente nel mondo virtuale. Anche il suono è surround. In combinazione con i dispositivi di input VR compatibili il sistema garantisce un notevole grado di immersione. L’idea del CAVE ci riporta idealmente al famoso holodeck della serie Star Trek.
A differenza degli utenti dei sistemi VR tipo video-arcade, la persona che occupa il CAVE non indossa un HMD (Head Mounted Display), ma solamente un paio di cuffie audio. Egli si limita a camminare all’interno del CAVE e a interagire con gli oggetti virtuali che incontra mediante dei controller tenuti nelle mani.